# Vilhelm Vetlesen
Vilhelm Laurits Vetlesen (28. november 1871 – 15. jun 1925) je bio norveški slikar i ilustrator. Pripadao je grupi slikara oko Erika Verenskiolda.
Rođen je u Sandefjordu, a studirao je umetnost u Kristianiji (danas Oslo) i Kopenhagenu, Danska. Zatim je upisao slikarsku školu Kristijana Zartmana, gde je proveo 1889, 1890, 1892 i 1894. godinu. Zartman je postao njegov mentor, a potom i dobar prijatelj. Zajedno su bili na tri studijska putovanja u Italiji. Vetlesen je takođe putovao i u Pariz sa drugim slikarima, a duže vreme je boravio i u italijanskim gradovima Firenci i Rimu. U tom periodu je uglavnom slikao inspirisan danskim motivima enterijera i slikama firentinskih pejsaža.
Pošto se Halfdan Egedius razboleo, Verenskiold preporučuje Vetlesena kao zamenu da ilustruje sagu Heimskringla od Snori Sturlusona. Vetlesen je uradio 43 ilustracije za knjigu, iako su neki smatrali da njegovi crteži ne prenose dobro "atmosferu sage" kao i ostalih pet ilustratora. Posle 1900. godine, Vetlesen se prebacuje na slikanje norveških predela u različitim delovima zemlje kao sto su Telemark, Južna Norveška i Vestfold.
Vetlesen je od ranog uzrasta imao problema sa srcem, što je u kombinaciji sa njegovom umetničkom skromnošcu i samokritičnošcu verovatno doprinelo da nije postigao sve što je želeo. S druge strane, Vetlesen je bio vrlo društveno aktivan i inicirao uspostavljanje umetničke asocijacije Kunstnerforbundet 1910. godine. Bio je prvi predsednik te organizacije od 1911—1912. godine. Umro je u Oslu 1925. godine.

## Spoljašnje veze
- Медији везани за чланак Wilhelm Wetlesen на Викимедијиној остави
- Vilhelm Vetlesen на сајту Пројекат Гутенберг (језик: енглески)
- Vilhelm Vetlesen на сајту Internet Archive (језик: енглески)